# 海南䲗
海南䲗（学名：Callionymus hainanensis）为䲗科䲗屬的鱼类，俗名海南鼠衔鱼。分布于泰国、越南至中国，包括南海、台湾海峡等海域，常生活于近海底栖。该物种的模式产地在海南。其种加词“hainanensis”意为“海南的”。